# Чермаки
Черма́ки (рос. Чермаки, чув. Чармак) — присілок у складі Чебоксарського району Чувашії, Росія. Входить до складу Ішлейського сільського поселення.
Населення — 47 осіб (2010; 44 у 2002).
Національний склад:
- чуваші — 100 %